# Pietro di Foix (cardinale 1449)
Pietro di Foix detto il Giovane (in lingua occitana Pétro de Fuxo, in lingua francese Pierre de Foix le Jeune, in lingua aragonese Pero, in lingua basca Petri, in lingua spagnola, portoghese e galiziana Pedro, in lingua catalana Pere e in asturiano Pedru; Pau, 7 febbraio 1449 – Roma, 10 agosto 1490) fu un francescano francese di nobili origini che divenne vescovo e poi cardinale.
Non va confuso con il suo prozio omonimo Pietro di Foix il Vecchio che, durante il grande scisma d'Occidente, nel mese di settembre 1414 fu inizialmente creato pseudocardinale dall'antipapa Giovanni XXIII e nominato Camerlengo di Santa Romana Chiesa nell'ottobre del medesimo anno.

## Biografia
Pietro di Foix nacque in una nobile famiglia feudale, quella dei conti di Foix, nota fin dall'XI secolo e discendente dalla casa reale di Navarra. Figlio secondogenito di Gastone IV di Foix, conte di Foix e Bigorre, visconte di Béarn, Narbonne, Nébouzan, Villemeur e Lautrec e di Eleonora di Navarra, regina di Navarra.
Compì i suoi studi a Parigi e poi a Ferrara. A Roma entrò nei francescani di Morlaàs e venne nominato protonotario apostolico. Nel 1475 fu eletto vescovo di Vannes e l'anno successivo fu eletto arcivescovo di Arles. Il 18 dicembre 1476, durante il concistoro, il papa Sisto IV lo elevò a cardinale con il titolo di cardinale diacono dei Ss. Cosma e Damiano.
Nel 1479 con la morte di sua madre, la regina di Navarra Eleonora, ascese al trono suo nipote Francesco Febo, ancora minorenne, sotto la reggenza della madre Maddalena di Francia. Maddalena di Francia tenne la reggenza con fermezza, resistendo alle pressioni delle corti di Francia e di Castiglia che tentarono di fare sposare Francesco Febo ad una delle principesse delle rispettive case reali. Le pressioni esercitate dal re d'Aragona e re consorte di Castiglia, Ferdinando II, furono molte, anche perché una parte dei nobili navarresi lo appoggiava e, tra il 1480 e il 1481, si arrivò quasi a una guerra civile, che fu sventata dall'intervento del cardinale, Pietro di Foix, che era sia zio di Francesco Febo che nipote di Ferdinando II; Pietro riuscì a mediare e mettere pace tra i due schieramenti.
Il cardinale Pietro di Foix non fu tra i partecipanti del conclave del 1484, in cui fu eletto il papa Innocenzo VII. Fu nominato amministratore della diocesi di Bayonne nel 1484 e poi anche amministratore dell'arcidiocesi di Palermo dal 1485 al 1489. Inoltre ebbe la commenda del monastero di Saint-Savin della diocesi di Tarbes e dell'abbazia di Sainte-Mélaine di Rennes. Nel 1489 fu nominato amministratore della diocesi di Malta.
Pietro morì a Roma il 10 agosto 1490 e fu tumulato nella chiesa di San Trifone, poi andata distrutta.

## Ascendenza
|                           |                         |                         | Genitori                         |  |  | Nonni |  |  | Bisnonni              |  |  | Trisnonni            |  |
|                           |                         |                         |                                  |  |  |       |  |  | Arcimbaldo di Grailly |  |  | Pierre II de Grailly |  |
|                           |                         |                         |                                  |  |  |       |  |  | Arcimbaldo di Grailly |  |  | Pierre II de Grailly |  |
|                           |                         | Aramburge de Périgord   |                                  |  |  |       |  |  | Arcimbaldo di Grailly |  |  |                      |  |
| Giovanni I di Foix        |                         |                         |                                  |  |  |       |  |  | Arcimbaldo di Grailly |  |  |                      |  |
|                           |                         | Isabella di Foix        | Ruggero Bernardo II di Castelbon |  |  |       |  |  |                       |  |  |                      |  |
|                           |                         | Isabella di Foix        | Ruggero Bernardo II di Castelbon |  |  |       |  |  |                       |  |  |                      |  |
|                           |                         | Isabella di Foix        | Géraude de Navailles             |  |  |       |  |  |                       |  |  |                      |  |
| Gastone IV di Foix        |                         | Isabella di Foix        |                                  |  |  |       |  |  |                       |  |  |                      |  |
|                           |                         | Carlo I d'Albret        | Arnaud Amanieu VIII d'Albret     |  |  |       |  |  |                       |  |  |                      |  |
|                           |                         | Carlo I d'Albret        | Arnaud Amanieu VIII d'Albret     |  |  |       |  |  |                       |  |  |                      |  |
|                           |                         | Carlo I d'Albret        | Margherita di Borbone            |  |  |       |  |  |                       |  |  |                      |  |
| Giovanna d'Albret         |                         | Carlo I d'Albret        |                                  |  |  |       |  |  |                       |  |  |                      |  |
|                           |                         | Marie de Sully          | Louis I de Sully                 |  |  |       |  |  |                       |  |  |                      |  |
|                           |                         | Marie de Sully          | Louis I de Sully                 |  |  |       |  |  |                       |  |  |                      |  |
|                           |                         | Marie de Sully          | Isabelle de Craon                |  |  |       |  |  |                       |  |  |                      |  |
| Pietro di Foix il Giovane |                         | Marie de Sully          |                                  |  |  |       |  |  |                       |  |  |                      |  |
|                           | Ferdinando I di Aragona | Giovanni I di Castiglia |                                  |  |  |       |  |  |                       |  |  |                      |  |
|                           | Ferdinando I di Aragona | Giovanni I di Castiglia |                                  |  |  |       |  |  |                       |  |  |                      |  |
|                           | Ferdinando I di Aragona | Eleonora d'Aragona      |                                  |  |  |       |  |  |                       |  |  |                      |  |
| Giovanni II d'Aragona     | Ferdinando I di Aragona |                         |                                  |  |  |       |  |  |                       |  |  |                      |  |
|                           |                         | Eleonora d'Alburquerque | Sancho d'Alburquerque            |  |  |       |  |  |                       |  |  |                      |  |
|                           |                         | Eleonora d'Alburquerque | Sancho d'Alburquerque            |  |  |       |  |  |                       |  |  |                      |  |
|                           |                         | Eleonora d'Alburquerque | Beatrice del Portogallo          |  |  |       |  |  |                       |  |  |                      |  |
| Eleonora di Navarra       |                         | Eleonora d'Alburquerque |                                  |  |  |       |  |  |                       |  |  |                      |  |
|                           |                         | Carlo III di Navarra    | Carlo II di Navarra              |  |  |       |  |  |                       |  |  |                      |  |
|                           |                         | Carlo III di Navarra    | Carlo II di Navarra              |  |  |       |  |  |                       |  |  |                      |  |
|                           |                         | Carlo III di Navarra    | Giovanna di Valois               |  |  |       |  |  |                       |  |  |                      |  |
| Bianca I di Navarra       |                         | Carlo III di Navarra    |                                  |  |  |       |  |  |                       |  |  |                      |  |
|                           |                         | Eleonora di Trastámara  | Enrico II di Castiglia           |  |  |       |  |  |                       |  |  |                      |  |
|                           |                         | Eleonora di Trastámara  | Enrico II di Castiglia           |  |  |       |  |  |                       |  |  |                      |  |
|                           |                         | Eleonora di Trastámara  | Giovanna Manuel de Peñafiel      |  |  |       |  |  |                       |  |  |                      |  |
|                           |                         | Eleonora di Trastámara  |                                  |  |  |       |  |  |                       |  |  |                      |  |